# Tenge

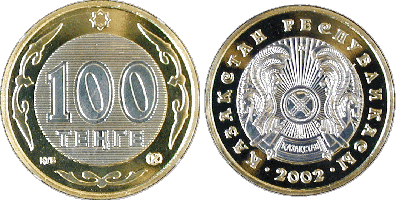
100 tenge z 2002 roku

Tenge (wym. tɛŋgɛ, kaz. теңге, kod ISO 4217: KZT) – wprowadzona 15 listopada 1993 waluta narodowa Kazachstanu.

## Symbol
W listopadzie 2006 Narodowy Bank Republiki Kazachstanu przeprowadził konkurs na najlepszy symbol waluty narodowej. Z ponad 30 000 propozycji 29 marca 2007 wybrano symbol tenge. Autorzy – Wadim Dawydenko i Sanżar Amerchanow – otrzymali nagrodę pieniężną w wysokości 1 000 000 tenge (wg ówczesnego kursu ok. $8000) od Narodowego Banku Kazachstanu oraz ok. $5000 od banku Alliance.
Po publikacji wyników konkursu rozpętał się skandal, gdyż okazało się, że zaproponowany przez zwycięzców projekt był plagiatem symbolu japońskiej poczty, która to używa tego symbolu od ponad 120 lat.

## Historia
Kazachstan był jednym z ostatnich państw WNP, które wprowadziło własną jednostkę monetarną.
- w 1991 został utworzony specjalny zespół projektancki, w skład którego weszli Mendybaj Alin, Dosboł Kasymow, Agimsaly Duzelchanow, Timur Sulejmienow i Hajrułła Gabżaliłow.
- 12 listopada 1993 Prezydent Kazachstanu podpisał rozporządzenie „O wprowadzeniu waluty narodowej Republiki Kazachstanu”.
- 15 listopada 1993 tenge zostało wprowadzono do obiegu. Kurs wymiany rubli radzieckich oraz rubli rosyjskich, które nadal pozostawały oficjalnym środkiem płatniczym na nową walutę wynosił 500:1.
- w 1995 w Kazachstanie otwarto własną Wytwórnię Banknotów.

Pierwsza partia tenge została wydrukowana w Anglii.
Pierwsze tiyny (kaz. тиын; 1/100 tenge) – były wykonane w kształcie banknotów o wartości 1, 2, 5, 10, 20 i 50 tiynów.
Pierwsze monety były tłoczone w Niemczech.
- w 1994 wprowadzono banknoty o wartości 200 tenge (seria 1993) i 500 tenge (seria 1994);
- w 1995 wprowadzono banknoty o wartości 1000 tenge (seria 1994);
- w 1996 wprowadzono banknoty o wartości 2000 tenge (seria 1996);
- w 1997 wprowadzono monety o wartości 1, 5, 10, 20 i 50 tenge (nowy design);
- w 1999 wprowadzono banknoty o wartości 5000 tenge (seria 1998);
- w kwietniu 1999 miała miejsce pierwsza dewaluacja tenge (o 64,6%);
- w 2000 wprowadzono nowe banknoty (zmieniony design) o wartości 200 i 500 tenge;
- w 2001:
  - wprowadzono banknoty o wartości 1000 i 2000 tenge (seria 2000 ze zmienionym designem);
  - wprowadzono banknoty o wartości 100 tenge (seria 2001 z częściowo zmienionym designem);
  - wydano jubileuszowe 5000 tenge (seria 2001) poświęcone dziesięcioleciu niepodległości Kazachstanu;
  - wprowadzono do obiegu banknoty o wartości 5000 tenge (seria 2001 z częściowo zmienionym designem)
- w 2002:
  - wprowadzono monetę o wartości 100 tenge (seria 2001);
  - częściowo zmieniono design banknotów o wartości 200 i 500 tenge (seria 1999);
- w 2003 wprowadzono banknoty o wartości 10 000 KZT (seria 2003);
- w 2006 wprowadzono całkowicie nowy design dla wszystkich banknotów od 200 do 10 000 tenge;
- 4 lutego 2009 – druga dewaluacja tenge. Kurs dolara amerykańskiego wzrósł o 30 tenge;
- 5 stycznia 2010 wydano edycję limitowaną banknotów o wartości 1000 tenge poświęconą prezydencji Kazachstanu w OBWE;
- 17 stycznia 2011 Narodowy Bank Republiki Kazachstanu wydał pamiątkową serię banknotów o wartości 2000 tenge „Azjada 2011” poświęconą odbywającym się w Astanie i Ałmaty Zimowym Igrzyskom Azjatyckim;
- 25 maja 2011 wydano kolejną limitowaną edycję banknotów o wartości 1000 KZT poświęconą prezydencji Kazachstanu w Organizacji Współpracy Islamskiej;
- 4 lipca 2011 Narodowy Bank Kazachstanu wydaje pamiątkowy banknot o wartości 10 000 KZT poświęcony dwudziestoleciu niepodległości Kazachstanu;
- 11 lutego 2014 – trzecia dewaluacja tenge (spadek wartości KZT w stosunku do USD o 20%);
- 20 sierpnia 2015 kurs kazachstańskiej waluty zostaje upłynniony (wcześniej obowiązywał kurs pełzający w pełzającym przedziale wahań (ang. crawling band)) w wyniku czego wartość tenge spada o 35%;
- 30 listopada 2015 ogłoszono wprowadzenie nowego banknotu o wartości 20 000 tenge.
- 28 stycznia 2020 wprowadzono nową monetę o nominale 200 tenge.

## Monety

### Monety pierwszej serii (1993)
| Obraz     | Wartość   | Materiał              | Średnica (mm) | Grubość (mm) | Waga (g) | Rant       | Okres obowiązywania                        |
| --------- | --------- | --------------------- | ------------- | ------------ | -------- | ---------- | ------------------------------------------ |
| 2 tiyny   | 2 tiyny   | mosiądz               | 17,27         | 1,3          | 2,26     | gładki     | 1 marca 1994 – 31 grudnia 2012             |
| 5 tiynów  | 5 tiynów  | mosiądz               | 17,27         | 1,3          | 2,26     | gładki     | 1 marca 1994 – 31 grudnia 2012             |
| 10 tiynów | 10 tiynów | mosiądz               | 19,56         | 1,6          | 3,48     | gładki     | 1 marca 1994 – 31 grudnia 2012             |
| 20 tiynów | 20 tiynów | mosiądz               | 21,87         | 1,7          | 4,71     | gładki     | 1 marca 1994 – 31 grudnia 2012             |
| 50 tiynów | 50 tiynów | mosiądz               | 25            | 2            | 7,43     | gładki     | 1 marca 1994 – 31 grudnia 2012             |
| 1 tenge   | 1 tenge   | mosiądz wysokoniklowy | 17,27         | 1,3          | 2,26     | gładki     | 25 października 1995 – 1 października 2001 |
| 3 tenge   | 3 tenge   | mosiądz wysokoniklowy | 19,56         | 1,6          | 3,48     | gładki     | 25 października 1995 – 1 października 2001 |
| 5 tenge   | 5 tenge   | mosiądz wysokoniklowy | 21,87         | 1,7          | 4,71     | gładki     | 25 października 1995 – 1 października 2001 |
| 10 tenge  | 10 tenge  | mosiądz wysokoniklowy | 25            | 2            | 7,43     | gładki     | 25 października 1995 – 1 października 2001 |
| 20 tenge  | 20 tenge  | mosiądz wysokoniklowy | 31            | 2            | 11,37    | przerywany | 25 października 1995 – 1 października 2001 |

### Monety drugiej serii (od 1997)
| Obraz          | Wartość   | Materiał                                           | Średnica (mm) | Grubość (mm) | Waga (g) | Rant       | Lata emisji                                         |
| -------------- | --------- | -------------------------------------------------- | ------------- | ------------ | -------- | ---------- | --------------------------------------------------- |
| 1tenge 1997    | 1 tenge   | mosiądz                                            | 15            | 1,3          | 1,63     | gładki     | 1997; 2000; 2002; 2004; 2005; 2011; 2012            |
| 1tenge 1997    | 1 tenge   | stal galw. mosiądzem                               | 15            | 1,4          | 1,63     | gładki     | 2013-2017                                           |
| 2 tenge 2005   | 2 tenge   | mosiądz                                            | 16            | 1,3          | 1,84     | gładki     | 2005-2006                                           |
| 5 tenge 1997   | 5 tenge   | mosiądz                                            | 17,27         | 1,3          | 2,18     | gładki     | 1997; 2000; 2002; 2004; 2005; 2006; 2010-2012; 2016 |
| 5 tenge 1997   | 5 tenge   | stal. galw. mosiądzem                              | 17,27         | 1,45         | 2,18     | gładki     | 2013-2018                                           |
| 10 tenge 1997  | 10 tenge  | mosiądz                                            | 19,56         | 1,3          | 2,81     | gładki     | 1997; 2000; 2002; 2004; 2005; 2006; 2010-2012;      |
| 10 tenge 1997  | 10 tenge  | stal galw. mosiądzem                               | 19,56         | 1,45         | 2,81     | gładki     | 2013-2018                                           |
| 20 tenge 1997  | 20 tenge  | mosiądz wysokoniklowy                              | 18,27         | 1,6          | 2,9      | przerywany | 1997; 2000; 2002; 2006; 2010-2012                   |
| 20 tenge 1997  | 20 tenge  | stal galw. niklem                                  | 18,27         | 1,6          | 2,9      | przerywany | 2013-2018                                           |
| 50 tenge 1997  | 50 tenge  | mosiądz wysokoniklowy                              | 23            | 1,6          | 4,7      | przerywany | 1997; 2000; 2002; 2006; 2007; 2015-2017             |
| 100 tenge 2002 | 100 tenge | obramowanie: mosiądz środek: mosiądz wysokoniklowy | 24,5          | 1,95         | 6,65     | żebrowany  | 2002; 2004–2007                                     |

## Banknoty

### Banknoty pierwszej serii (1993)
Banknoty zostały wprowadzone do obiegu 15 listopada 1993 roku.
| Obraz            | Obraz            | Wartość   | Wymiary (mm) | Dominujący kolor      | Opis | Opis                                                            | Wycofanie z obiegu |
| awers            | rewers           | Wartość   | Wymiary (mm) | Dominujący kolor      | awers | rewers                                                          | Wycofanie z obiegu |
| ---------------- | ---------------- | --------- | ------------ | --------------------- | --- | --------------------------------------------------------------- | ------------------ |
| 1 tiyn           | 1 tiyn           | 1 tiyn    | 105 × 65     | zielony               | nominał banknotu                                                                                               | godło Republiki Kazachstanu, nominał banknotu                   | 30 grudnia 1995    |
| 2 tiyny          | 2 tiyny          | 2 tiyny   | 105 × 65     | niebieski             | nominał banknotu                                                                                               | godło Republiki Kazachstanu, nominał banknotu                   | 30 grudnia 1995    |
| 5 tiynów         | 5 tiynów         | 5 tiynów  | 105 × 65     | fioletowy             | nominał banknotu                                                                                               | godło Republiki Kazachstanu, nominał banknotu                   | 30 grudnia 1995    |
| 10 tiynów        | 10 tiynów        | 10 tiynów | 105 × 65     | różowy                | nominał banknotu                                                                                               | godło Republiki Kazachstanu, nominał banknotu                   | 30 grudnia 1995    |
| 20 tiynów        | 20 tiynów        | 20 tiynów | 105 × 65     | turkusowy             | nominał banknotu                                                                                               | godło Republiki Kazachstanu, nominał banknotu                   | 30 grudnia 1995    |
| 50 tiynów        | 50 tiynów        | 50 tiynów | 105 × 65     | brązowy               | nominał banknotu                                                                                               | godło Republiki Kazachstanu, nominał banknotu                   | 30 grudnia 1995    |
| 1 tenge (1993)   | 1 tenge (1993)   | 1 tenge   | 124 × 62     | niebieski             | portret filozofa i naukowca Al-Farabiego (kaz. Әбу Насыр Әл-Фараби; arab.: أبو نصر محمد الفارابي) (872-951)    | kształty geometryczne i formuły Al-Farabiego                    | 25 czerwca 2006    |
| 3 tenge (1993)   | 3 tenge (1993)   | 3 tenge   | 124 × 62     | szaro-zielony zielony | portret akyna Suinbaja Aronuły (kaz. Сүйінбай Аронұлы) (1815-1898)                                             | góry Ałatau Zailijskie                                          | 25 czerwca 2006    |
| 5 tenge (1993)   | 5 tenge (1993)   | 5 tenge   | 124 × 62     | brązowy żółty różowy  | Portret muzyka Kurmangazy Sagyrbajuły (kaz. Құрманғазы Сағырбайұлы) (1818–1889)                                | starożytne mauzoleum                                            | 25 czerwca 2006    |
| 10 tenge (1993)  | 10 tenge (1993)  | 10 tenge  | 144 × 69     | ciemnozielony zielony | Portret podróżnika i naukowca Czokana Walichanowa (kaz. Шоқан Уәлиханов) (1835-1865)                           | Góra Ok-Żetpies                                                 | 25 czerwca 2006    |
| 20 tenge (1993)  | 20 tenge (1993)  | 20 tenge  | 144 × 69     | ciemnobrązowy brązowy | portret założyciela romantyzmu w literaturze kazachskiej Abaja Kunanbajewa (kaz. Абай Құнанбайұлы) (1845–1904) | obraz myśliwego z jastrzębiem                                   | 25 czerwca 2006    |
| 50 tenge (1993)  | 50 tenge (1993)  | 50 tenge  | 144 × 69     | jasnobrązowy brązowy  | portret chana Abułchaira (kaz. Әбілқайыр Мұхаммед Қазы бахадүр хан) Chanatu Kazachskiego (1693–1748)           | petroglify z regionu Mangystau (kaz. Маңғыстау)                 | 25 czerwca 2006    |
| 100 tenge (1993) | 100 tenge (1993) | 100 tenge | 144 × 69     | fioletowy różowy      | portret chana Abyłaja (kaz. Абылай-хан) (1711–1781)                                                            | Mauzoleum Ahmeda Chodży Jesewi (kaz. Қожа Ахмет Ясауи кесенесі) | 25 czerwca 2006    |

### Banknoty drugiej serii (1993–2003)
| Obraz                                               | Obraz                                               | Wartość    | Wymiary (mm) | Dominujący kolor    | Opis                                                                                    | Opis                                                            | Lata emisji                  | Wycofanie z obiegu |
| awers                                               | rewers                                              | Wartość    | Wymiary (mm) | Dominujący kolor    | awers                                                                                   | rewers                                                          | Lata emisji                  | Wycofanie z obiegu |
| --------------------------------------------------- | --------------------------------------------------- | ---------- | ------------ | ------------------- | --------------------------------------------------------------------------------------- | --------------------------------------------------------------- | ---------------------------- | ------------------ |
| KazakhstanP20-200Tenge-1999-donatedoy f.jpg         | KazakhstanP20-200Tenge-1999-donatedoy b.jpg         | 200 KZT    | 144 × 69     | jasnopomarańczowy   | portret Al-Farabiego (kaz. Әбу Насыр Әл-Фараби; arab.: أبو نصر محمد الفارابي) (872-951) | Mauzoleum Ahmeda Chodży Jesewi (kaz. Қожа Ахмет Ясауи кесенесі) | 1993 2000 (1999) 2002 (1999) | 25 czerwca 2006    |
| KazakhstanP21-500Tenge-1999-donatedoy f.jpg         | KazakhstanP21-500Tenge-1999-donatedoy b.jpg         | 500 KZT    | 144 × 69     | jasnofioletowy      | portret Al-Farabiego (kaz. Әбу Насыр Әл-Фараби; arab.: أبو نصر محمد الفارابي) (872-951) | Mauzoleum Ahmeda Chodży Jesewi (kaz. Қожа Ахмет Ясауи кесенесі) | 1993 2000 (1999) 2002 (1999) | 25 czerwca 2006    |
| KazakhstanPnew-1000Tenge-2000(2001)-donatedoy f.jpg | KazakhstanPnew-1000Tenge-2000(2001)-donatedoy b.jpg | 1 000 KZT  | 144 × 69     | niebiesko-zielony   | portret Al-Farabiego (kaz. Әбу Насыр Әл-Фараби; arab.: أبو نصر محمد الفارابي) (872-951) | Mauzoleum Ahmeda Chodży Jesewi (kaz. Қожа Ахмет Ясауи кесенесі) | 1994 2000                    | 25 czerwca 2006    |
| KazakhstanPnew-2000Tenge-2000(2001)-donatedoy f.jpg | KazakhstanPnew-2000Tenge-2000(2001)-donatedoy b.jpg | 2 000 KZT  | 144 × 69     | zielony             | portret Al-Farabiego (kaz. Әбу Насыр Әл-Фараби; arab.: أبو نصر محمد الفارابي) (872-951) | Mauzoleum Ahmeda Chodży Jesewi (kaz. Қожа Ахмет Ясауи кесенесі) | 1996 2000                    | 25 czerwca 2006    |
| KazakhstanP24-5000Tenge-2001-donatedoy f.jpg        | KazakhstanP24-5000Tenge-2001-donatedoy b.jpg        | 5 000 KZT  | 149 × 74     | czerwony brązowy    | portret Al-Farabiego (kaz. Әбу Насыр Әл-Фараби; arab.: أبو نصر محمد الفارابي) (872-951) | Mauzoleum Ahmeda Chodży Jesewi (kaz. Қожа Ахмет Ясауи кесенесі) | 1998 2001                    | 25 czerwca 2006    |
| KazakhstanPnew-10000Tenge-2003-donatedoy f.jpg      | KazakhstanPnew-10000Tenge-2003-donatedoy b.jpg      | 10 000 KZT | 149 × 74     | niebieski granatowy | portret Al-Farabiego (kaz. Әбу Насыр Әл-Фараби; arab.: أبو نصر محمد الفارابي) (872-951) | Irbis śnieżny na tle gór                                        | 2003                         | 25 czerwca 2006    |

### Banknoty (wzorzec 2006)
Po 13 latach od momentu wprowadzenia waluty narodowej 15 listopada 2006 rozpoczęto proces wymiany banknotów starego wzorca na nowe.
Okres wymiany skończy się 14 listopada 2018. Wymienić pieniądze może w filiach Banku Narodowego. Obowiązkowym warunkiem wymiany jest przejście banknotów przez ekspertyzę, podczas której zostanie potwierdzona ich oryginalność.
Większość banknotów o wartości 2000 i 5000 tenge wzorca 2006 zawierały błąd ortograficzny. Decyzją Zarządu Banku Narodowego banknoty te zostały wycofane z obiegu (można było je wymienić w filiach BN do 3 października 2016).
| Obraz                  | Obraz                                         | Wartość (KZT) | Wymiary (mm) | Dominujący kolor     | Opis | Opis |
| awers                  | rewers                                        | Wartość (KZT) | Wymiary (mm) | Dominujący kolor     | awers | rewers |
| ---------------------- | --------------------------------------------- | ------------- | ------------ | -------------------- | --- | --- |
| 200 tenge (2006).jpg   | 200 tenge (2006) r.jpg                        | 200           | 126 × 64     | pomarańczowy zielony | monument Bajterek (kaz. Бәйтерек) w Astanie; nuty Hymnu Narodowego; flaga i godło Kazachstanu; odcisk dłoni z podpisem prezydenta; petroglify z epoki brązu. | budynek Ministerstwa Transportu; budynek Ministerstwa Obrony Narodowej; pejzaż stepowy.                                            |
| 500 tenge (2006).jpg   | 500 tenge (2006) r.jpg                        | 500           | 130 × 67     | niebieski szary      | monument Bajterek (kaz. Бәйтерек) w Astanie; nuty Hymnu Narodowego; flaga i godło Kazachstanu; odcisk dłoni z podpisem prezydenta; petroglify z epoki brązu. | budynek Ministerstwa Finansów; budynek Urzędu Miasta Stołecznego Astany; mewy nad Morzem Kaspijskim.                               |
| 1000 tenge (2006).jpg  | KazakhstanPNew-1000Tenge-2006-donatedTA b.jpg | 1000          | 134 × 70     | brązowy żółty        | monument Bajterek (kaz. Бәйтерек) w Astanie; nuty Hymnu Narodowego; flaga i godło Kazachstanu; odcisk dłoni z podpisem prezydenta; petroglify z epoki brązu. | budynek Prezydenckiego Centrum Kultury; kontury mapy Kazachstanu oraz obraz płaskowyżu Ustiurt (kaz. Үстірт).                      |
| 2000 tenge (2006).jpg  | KazakhstanPNew-2000Tenge-2006-donatedTA b.jpg | 2000          | 139 × 73     | zielony              | monument Bajterek (kaz. Бәйтерек) w Astanie; nuty Hymnu Narodowego; flaga i godło Kazachstanu; odcisk dłoni z podpisem prezydenta; petroglify z epoki brązu. | budynek Teatru Opery i baletu im. Abaja w Ałmaty kontury mapy Kazachstanu wraz z obrazem jeziora górskiego.                        |
| 5000 tenge (2006).jpg  | KazakhstanPNew-5000Tenge-2006-donatedTA b.jpg | 5000          | 144 × 76     | brązowy czerwony     | monument Bajterek (kaz. Бәйтерек) w Astanie; nuty Hymnu Narodowego; flaga i godło Kazachstanu; odcisk dłoni z podpisem prezydenta; petroglify z epoki brązu. | monument Niepodległości i hotel ‘Kazachstan’ w Ałmaty kontury mapy Kazachstanu wraz z obrazem gór                                  |
| 10000 tenge (2006).jpg | 10000 tenge (2006) r.jpg                      | 10 000        | 149 × 79     | filowetowy niebieski | monument Bajterek (kaz. Бәйтерек) w Astanie; nuty Hymnu Narodowego; flaga i godło Kazachstanu; odcisk dłoni z podpisem prezydenta; petroglify z epoki brązu. | pałac prezydencki Ak Orda (kaz.: Ақ Орда) w Astanie, kontury mapy Kazachstanu oraz obraz Kanionu Szaryńskiego (kaz. Шарын каньоны) |

### Najnowsze banknoty (2011–2017)
| Obraz                    | Obraz                     | Wartość (KZT) | Wymiary (mm) | Dominujący kolor    | Opis                                                                                                  | Opis | Rok emisji  |
| awers                    | rewers                    | Wartość (KZT) | Wymiary (mm) | Dominujący kolor    | awers                                                                                                 | rewers | Rok emisji  |
| ------------------------ | ------------------------- | ------------- | ------------ | ------------------- | --- | --- | ----------- |
|                          |                           | 500           | 130 × 62     | niebieski           | monument «Qazaq Eli» (kaz. Қазақ Елi); lecące gołębie oraz irbisy śnieżne; flaga i godło Kazachstanu; | kontury mapy Kazachstanu oraz mewy                                                                             | 2017 (2018) |
| KZ1000KZT2014averse.jpg  | KZ1000KZT2014reverse.jpg  | 1000          | 134 × 70     | brązowy             | monument «Qazaq Eli» (kaz. Қазақ Елi); lecące gołębie oraz irbisy śnieżne; flaga i godło Kazachstanu; | kontury mapy Kazachstanu oraz obraz płaskowyżu Ustiurt (kaz. Үстірт).                                          | 2014        |
| KZ2000KZT2012averse.jpg  | KZ2000KZT2012reverse.jpg  | 2000          | 139 × 73     | zielony             | monument «Qazaq Eli»; lecące gołębie oraz suhak stepowy; flaga i godło Kazachstanu;                   | kontury mapy Kazachstanu oraz obraz rzeki Irtysz (ros. Иртыш; kaz. Ертіс, chiń. 额尔齐斯河 É’ěrqísī Hé).       | 2012        |
| KZ5000KZT2011averse.jpg  | KZ5000KZT2011reverse.jpg  | 5000          | 144 × 76     | czerwony            | monument «Qazaq Eli»; lecące gołębie oraz irbisy śnieżne; flaga i godło Kazachstanu;                  | monument Niepodległości i hotel ‘Kazachstan’ w Ałmaty oraz kontury mapy Kazachstanu wraz z obrazem gór Ałatau. | 2011        |
| KZ10000KZT2012averse.jpg | KZ10000KZT2012reverse.jpg | 10 000        | 149 × 79     | niebieski fioletowy | monument «Qazaq Eli»; lecące gołębie; flaga i godło Kazachstanu;                                      | pałac prezydencki Ak Orda (kaz.: Ақ Орда) w Astanie oraz kontury mapy Kazachstanu                              | 2012        |

### Banknoty pamiątkowe
| Obraz                                  | Obraz                                  | Wartość (KZT) | Wymiary (mm) | Dominujący kolor    | Opis | Opis | Okazja                                                      | Rok emisji |
| awers                                  | rewers                                 | Wartość (KZT) | Wymiary (mm) | Dominujący kolor    | awers | rewers | Okazja                                                      | Rok emisji |
| -------------------------------------- | -------------------------------------- | ------------- | ------------ | ------------------- | --- | --- | ----------------------------------------------------------- | ---------- |
| Kazakhstan-2010-Bill-1000-Obverse.jpg  | Kazakhstan-2010-Bill-1000-Reverse.jpg  | 1 000         | 134 × 70     | turkusowy błękitny  | godło Kazachstanu; wzory ludowe oraz lecące ptaki; monument Bajterek (kaz. Бәйтерек) w Astanie;                                                                              | pałac prezydencki Ak Orda w Astanie; ludowe wzory; ptaki;                                                                   | Prezydencja Kazachstanu w OBWE                              | 2010       |
| Kazakhstan-2011-Bill-1000-Obverse.jpg  | Kazakhstan-2011-Bill-1000-Reverse.jpg  | 1 000         | 134 × 70     | zielony niebieski   | kopuła Mauzoleum Ahmeda Chodży Jesewi; flaga oraz godło Kazachstanu; | Mauzoleum Ahmeda Chodży Jesewi;                                                                                             | Prezydencja Kazachstanu w Organizacji Współpracy Islamskiej | 2011       |
| Kazakhstan-2013-Bill-1000-Obverse.jpg  | Kazakhstan-2013-Bill-1000-Reverse.jpg  | 1 000         | 134 × 70     | żółty brązowy       | monument „Qazaq Eli”; skulptura księcia Kul-Tegin; lecące gołębie; flaga oraz godło Kazachstanu                                                                              | petroglify obrazujące żołnierzy tureckich; wzór starożytnego pisma orchońskiego;                                            | Obchody tysiąclecia państwowości w Wielkim Stepie           | 2013       |
| Kazakhstan-2011-Bill-2000-Obverse.jpg  | Kazakhstan-2011-Bill-2000-Reverse.jpg  | 2 000         | 139 × 73     | zielony             | monument Bajterek; nuty Hymnu Narodowego; flaga oraz godło Kazachstanu; odcisk dłoni Prezydenta; petroglify;                                                                 | narciarz na tle gór oraz logo Azjady 2017                                                                                   | VII Zimowe Igrzyska Azjatyckie                              | 2011       |
| Kazakhstan-2001-Bill-5000-Obverse.jpg  | Kazakhstan-2001-Bill-5000-Reverse.jpg  | 5 000         | 149 × 77     | czerwony            | portret Al-Farabiego; napis „10 LAT NIEPODLEGŁOŚCI REPUBLIKI KAZACHSTANU” (kaz.: ҚАЗАҚСТАН РЕСПУБЛИКАСЫНЫҢ ТӘУЕЛСІЗДІГІНЕ 10 oraz ros.10 НЕЗАВИСИМОСТИ РЕСПУБЛИКИ КАЗАХСТАН) | Mauzoleum Ahmeda Chodży Jesewi;                                                                                             | 10 lat niepodległości Kazachstanu                           | 2001       |
| Kazakhstan-2011-Bill-10000-Obverse.jpg | Kazakhstan-2011-Bill-10000-Reverse.jpg | 10 000        | 149 × 79     | niebieski fioletowy | monument «Qazaq Eli»; lecące gołębie; flaga i godło Kazachstanu; | pałac prezydencki Ak Orda (kaz.: Ақ Орда) w Astanie; kontury mapy Kazachstanu oraz logo „20 LAT NIEPODLEGŁOŚCI KAZACHSTANU” | 20-lecie niepodległości Kazachstanu                         | 2011       |
|                                        |                                        | 10 000        | 149 × 79     | niebieski fioletowy | monument «Qazaq Eli» (kaz. Қазақ Елi); | Wizerunek prezydenta Nazarbajewa, panorama Astany                                                                           | 25 lat niepodległości Kazachstanu                           | 2016       |
| KZ20000KZT2015averse.png               | KZ20000KZT2015reverse.png              | 20 000        | 155 × 79     | szary fioletowy     | monument «Qazaq Eli»; lecące gołębie; łuk triumfalny; flaga i godło Kazachstanu;                                                                                             | pałac prezydencki Ak Orda; budynki Parlamentu oraz Rządu Kazachstanu; kontury mapy kraju oraz logo „20-lecie tenge”         | 20-lecie tenge                                              | 2015       |

## Dewaluacje
Pierwsza dewaluacja tenge miała miejsce w kwietniu 1999. Wówczas tenge straciło na wartości 64,4%.
Do drugiej dewaluacji doszło 4 lutego 2009. Bazując na doświadczeniach związanych z dewaluacją 1999 zarząd Banku Narodowego stwierdził, że jest to najlepszy sposób wsparcia lokalnego przemysłu. Dodatkowym powodem przeprowadzenia dewaluacji była konieczność zachowania rezerw walutowych.
Trzecia fala dewaluacji miała miejsce w lutym 2014. Główną przyczyną był z gwałtowny wzrost kursu euro i dolara wobec większości walut krajów WNP. 11 lutego 2014 Prezes Banku Narodowego oświadczył o dewaluacji tenge. W oświadczeniu również wskazał, że zostaje ustalony nowy przedział dozwolonych wahań kursu waluty narodowej: 185 KZT za 1 USD ± 3 KZT. Przed dewaluacją za 1 dolar amerykański kosztował 155,5 KZT.
Przed dewaluacją 2014 oficjele Banku Narodowego (w tym prezes) kilkukrotnie zapewniali, że nie dopuszczą do dewaluacji tenge. Po ogłoszeniu dewaluacji na kilka dni zawiesili swoją pracę dealerzy samochodowi, kantory oraz największe sklepy internetowe. Rozpoczęły się protesty w największych kazachskich miastach. Zbierano podpisy dla rozpoczęcia procedury impeachmentu prezydenta Nazarbajewa. Odbywały się liczne protesty przed budynkiem Banku Centralnego, gdzie protestujący żądali dymisji Prezesa banku – Kajrata Kelimbetowa. 15 lutego 2014 miały miejsce największe protesty w Ałmaty. Skandowano hasło „Szał, ket!” (kaz. Шал, кет! – tłum.: „Staruchu, odejdź!”). Kilkadziesiąt osób zatrzymano.
Czwarta dewaluacja odbyła się w sierpniu 2015 po ogłoszeniu przez Bank Narodowy wprowadzenia płynnego kursu walutowego tenge. Najbardziej prawdopodobną przyczyną upłynnienia kursu walutowego była chęć wsparcia kazachskiej gospodarki na tle taniejącego rubla rosyjskiego (Rosja jest głównym partnerem handlowym Kazachstanu), odbudowy wzrostu gospodarczego oraz wzrostu atrakcyjności inwestycyjnej kraju.
Tenge zostało okrzyknięte najbardziej staniałą walutą Europy.